# Ludwig Georg von Spangenberg
Ludwig Georg Leopold Franz von Spangenberg (24 tháng 5 năm 1826 tại Fulda – 19 tháng 1 năm 1896 tại Frankfurt am Main) là một Thượng tướng Bộ binh Phổ. Nguyên là một sĩ quan quân đội Hessen, ông đã gia nhập quân đội Phổ vào năm 1866 và tham gia nhiều trận đánh trong cuộc Chiến tranh Pháp-Đức (1870 – 1871).

## Tểu sử

### Thân thế
Ludwig Georg sinh vào tháng 5 năm 1826 tại Fulda, là con trai của ông Johann Georg Friedrich Ernst von Spangenberg (12 tháng 3 năm 1789 ở Kassel – 2 tháng 6 năm 1850 cũng ở Kassel) và bà Dorothea, xuất thân trong gia đình Molter (19 tháng 3 năm 1806 tại Neuhof – 18 tháng 12 năm 1883 tại Kassel). Phụ thân của ông là một Thiếu tướng và Lữ đoàn trưởng của quân đội Tuyển hầu quốc Hesse.

### Sự nghiệp quân sự
Khi còn trẻ, Spangenberg học Trung học Chính quy (Gymnasium) tại Kassel, và về sau ông nhập học trường thiếu sinh quân tại đây. Vào ngày 17 tháng 6 năm 1844, ông gia nhập Tiểu đoàn bộ binh nhẹ Jäger của quân đội Tuyển hầu quốc Hesse với vai trò là học viên sĩ quan cấp Portepeefähnrich và vào ngày 14 tháng 9 năm 1844, ông được phong quân hàm Thiếu úy trong đơn vị này. Về sau, Spangenberg được thăng cấp hàm Trung úy và là thành viên Ủy ban Thử nghiệm Vũ khí Bộ binh từ giữa tháng 11 năm 1857 cho đến giữa tháng 2 năm 1860. Tiếp theo đó, ông được thăng quân hàm Đại úy và gia nhập Trung đoàn Bộ binh số 2 "Bá tước Wilhelm". Chẳng bấy lâu sau, ông được đổi vào Bộ Tổng tham mưu Hesse vào ngày 22 tháng 7 năm 1860, và làm việc tại đây trong suốt 6 năm tới. Trong cuộc chiến tranh chống Phổ vào năm 1866, Spangenberg tham gia phòng ngự Mainz và theo Hòa ước Praha kết thúc cuộc chiến, ông gia nhập quân đội Phổ.
Bước vào cỗ máy quân sự Phổ, Spangenberg được phong cấp Thiếu tá trong Bộ Tổng tham mưu vào ngày 16 tháng 2 năm 1867, và được bổ nhiệm vào Bộ Tham mưu của Quân đoàn III từ ngày 7 tháng 6 năm 1867 cho đến ngày 26 tháng 5 năm 1868. Sau đó, vào ngày 16 tháng 3 năm 1869, ông rời khỏi chức vụ tham mưu của mình và lãnh chức Tiểu đoàn trưởng của Tiểu đoàn trong Trung đoàn Bộ binh số 25. Năm sau (1870), Spangenberg nhậm chức Tiểu đoàn trưởng Tiểu đoàn Bắn súng hỏa mai (Füsilierbataillon), và chỉ huy đơn vị của mình tham gia cuộc vây hãm Belfort và các trận giao chiến tại Gebweiler, Pesmes, Villersexel, Arcey, Clerval, St. Juan d’Adam, Orsans và Pontarlier trong cuộc Chiến tranh Pháp-Đức (1870 – 1871). Vì những thành tích của mình trong chiến tranh, ông được tặng thưởng Huân chương Thập tự Sắt hạng II và I, đồng thời được Quốc vương Wilhelm I liệt vào hàng khanh tướng Phổ vào ngày 16 tháng 6 năm 1871.
Sau khi Spangenberg được thăng cấp Thượng tá vào ngày 18 tháng 1 năm 1872, ông được trao quyền chỉ huy (Führung) Trung đoàn Bộ binh "Công tước xứ Holstein" (Holstein) số 85 vào ngày 28 tháng 5 năm 1874, rồi được phong chức Trung đoàn trưởng vào ngày 9 tháng 6 năm 1874. Trên cương vị này, ông được lên quân hàm Đại tá vào ngày 19 tháng 9 năm 1874. Ông chỉ huy trung đoàn này cho đến ngày 9 tháng 7 năm 1880 rồi được phong chức Lữ trưởng của Lữ đoàn Bộ binh số 28 (đóng quân tại Düsseldorf), đồng thời được thăng hàm Thiếu tướng. Để ghi nhận tài năng chỉ huy của ông, Spangenberg được phong thưởng Huân chương Đại bàng Đỏ hạng II đính kèm Bó sồi vào ngày 14 tháng 1 năm 1883 và được đổi làm Thống lĩnh quân đội ở Berlin vào cuối năm đó. Sau đó, với cấp bậc Trung tướng, ông được bổ nhiệm làm Sư trưởng của Sư đoàn số 12 tại Neiße vào ngày 24 tháng 11 năm 1885. Ông chỉ huy sư đoàn cho đến ngày 5 tháng 11 năm 1888, rồi được xuất ngũ (zur Disposition) với một khoản lương hưu, đồng thời được trao tặng Huân chương Vương miện hạng I.
Chưa hết, Spangenberg được phong quân hàm Danh dự (Charakter) Thượng tướng Bộ binh vào ngày 19 tháng 9 năm 1891, và để ghi nhận những sự nghiệp phục vụ lâu dài của ông trong quân đội Phổ, ông được phong tặng Huân chương Đại bàng Đỏ hạng I vào này 9 tháng 1 năm 1896. 10 ngày sau, ông từ trần ở Frankfurt am Main.

### Gia quyến
Tại Wommen, vào ngày 28 tháng 4 năm 1858 Spangenberg đã thành hôn với bà Sophie Henriette Wilhelmine Amalie von Kutzleben (20 tháng 11 năm 1835 tại Wommen – 15 tháng 10 năm 1859 tại Kassel). Cuộc hôn nhân này không mang lại cho ông một người con nào. Sau khi vợ ông qua đời, ông tái giá tại Kassel vào ngày 30 tháng 3 năm 1863 với Charlotte Moritze Alberte Amalie von Schmidt (16 tháng 7 năm 1840 tại Kassel – 28 tháng 11 năm 1885 tại Berlin), và họ có với nhau hai người con trai:
- Georg Karl Moritz (sinh ngày 16 tháng 1 năm 1864 tại Kassel), Thiếu tá Phổ trong Trung đoàn Bộ binh số 92
- Gustav Adolf Kurt (sinh ngày 1 tháng 7 năm 1869 tại Flensburg), Đại úy Phổ trong Trung đoàn Phóng lựu Cận vệ số 4 Vương hậu Augusta